# Stor sprogmodel
En stor sprogmodel (på engelsk Large language model forkortet LLM) er en type maskinlæringsmodel designet til sprogteknologiopgaver (NLP) såsom sproggenerering. LLM'er er sprogmodeller med mange parametre og trænes med self-supervised learning på en stor mængde tekst.
De største og mest dygtige LLM'er er generative pretrained transformers (GPT'er). Moderne modeller kan finjusteres til specifikke opgaver eller guides af hurtig teknik. Disse modeller opnår forudsigelseskraft med hensyn til syntaks, semantik og ontologier, der er iboende i menneskelige sprogkorpora, men de arver også unøjagtigheder og skævheder, der er til stede i de data, de er trænet i.

## Yderligere læsning
- Jurafsky, Dan, Martin, James. H. Speech and Language Processing: An Introduction to Natural Language Processing, Computational Linguistics, and Speech Recognition, 3rd Edition draft, 2023.
- Zhao, Wayne Xin;  et al. (2023). "A Survey of Large Language Models". arXiv:2303.18223 [cs.CL].
- Kaddour, Jean;  et al. (2023). "Challenges and Applications of Large Language Models". arXiv:2307.10169 [cs.CL].
- Yin, Shukang; Fu, Chaoyou; Zhao, Sirui; Li, Ke; Sun, Xing; Xu, Tong; Chen, Enhong (2024). "A Survey on Multimodal Large Language Models". National Science Review. 11 (12): nwae403. arXiv:2306.13549. doi:10.1093/nsr/nwae403. PMC 11645129. PMID 39679213.
- "AI Index Report 2024 – Artificial Intelligence Index". aiindex.stanford.edu. Hentet 2024-05-05.
- Frank, Michael C. (27. juni 2023). "Baby steps in evaluating the capacities of large language models". Nature Reviews Psychology. 2 (8): 451-452. doi:10.1038/s44159-023-00211-x. ISSN 2731-0574. S2CID 259713140. Hentet 2. juli 2023.

| Artikelstump | Spire Denne artikel er en spire som bør udbygges. Du er velkommen til at hjælpe Wikipedia ved at udvide den. |